# 阿博特號驅逐艦 (DD-184)
阿博特號驅逐艦（舷號DD-184），轉交英國皇家海軍後更名查爾斯頓號，是一艘美國海軍建造的驅逐艦，為維克斯級驅逐艦的110號艦。她是美軍第一艘以阿博特為名的軍艦，以紀念1812年戰爭時期的海軍軍官祖·阿博特（Joel Abbot）。阿博特曾跟隨馬休·培里帶領黑船到日本。
阿博特號在1918年於紐波特紐斯造船廠開始建造，在同年下水，於1919年服役，其時第一次世界大戰已經結束。稍後阿博特號被派往大西洋執勤，在1922年退役封存。第二次世界大戰爆發後，阿博特號於1940年重新服役，並按租借法案轉交英國，更名查爾斯頓。此後查爾斯頓號負責商船護航。1944年查爾斯頓號因撞船意外受損，而在1945年提早退役。1947年查爾斯頓號被出售拆解。